# Brachypremna integristigma
Brachypremna integristigma is een tweevleugelige uit de familie langpootmuggen (Tipulidae). De soort komt voor in het Neotropisch gebied.